# Wan Hu
Pour les articles homonymes, voir treize myriarchies, parfois traduit en Wanhu en chinois, un système de régence par les sakyapa sur le Tibet mis en place par Kubilai Khan, sous la dynastie Yuan (1271–1368).
Wan Hu (chinois traditionnel : 萬戶 ; chinois simplifié : 万户 ; pinyin : wànhù or wànhǔ) est un fonctionnaire chinois qui selon la légende aurait tenté en 1500 de « rejoindre la Lune » sur une chaise (d'autres versions parlent d'un cerf-volant ) équipée de 47 fusées et qui aurait péri lors de cette expérience.
Un cratère de la Lune est nommé d'après lui.